# سه گرگ کوچک
سه گرگ کوچک (به انگلیسی: Three Little Wolves) یک کارتون از مجموعه سمفونی احمقانه به کارگردانی دیوید هند است که در ۱۸ آوریل ۱۹۳۶ منتشر شد. این اثر سومین کارتون با شرکت شخصیت‌های کارتونی سه خوک فسقلی در مجموعه سمفونی احمقانه است. سه گرگ کوچک، پسران گرگ بزرگ بدجنس هستند، که به اندازه پدرشان مشتاق خوردن خوک‌ها هستند. 